# ولفنشتاین: نیروی تازه‌نفس
ولفنشتاین: نیروی تازه‌نفس (به انگلیسی: Wolfenstein: Youngblood) یک بازی ویدئویی در سبک تیراندازی اول شخص است که توسط استودیوی ماشین گیمز توسعه یافته و در تاریخ ۲۶ ژوئیه ۲۰۱۹ به‌وسیلهٔ شرکت بتزدا برای سکوهای مایکروسافت ویندوز، پلی‌استیشن ۴، اکس باکس وان و نینتندو سوئیچ منتشر شد. این بازی یک نسخه مشتق و اولین قسمت از مجموعه ولفنشتاین به‌شمار می‌رود که بازیکنان می‌توانند به صورت تک‌نفره یا کو-آپ مراحل بازی را انجام دهند.